# Färöische Fußballmeisterschaft 1959
Die Färöische Fußballmeisterschaft 1959 wurde in der Meistaradeildin genannten ersten färöischen Liga ausgetragen und war insgesamt die 17. Saison.

## Meisterschaft
Die Meisterschaft startete am 10. Mai 1959 mit dem Spiel von HB Tórshavn gegen KÍ Klaksvík und endete am 23. August 1959. Meister wurde B36 Tórshavn, die den Titel somit zum vierten Mal erringen konnten. Titelverteidiger KÍ Klaksvík landete auf dem dritten Platz. Im Vergleich zur Vorsaison verschlechterte sich die Torquote auf 4,33 pro Spiel. Den höchsten Sieg erzielte HB Tórshavn mit einem 8:1 im Heimspiel gegen VB Vágur, was zugleich das torreichste Spiel darstellte.

## Modus
In der Meistaradeildin spielte jede Mannschaft an acht Spieltagen jeweils zwei Mal gegen jede andere. Die punktbeste Mannschaft zu Saisonende stand als Meister dieser Liga fest, eine Abstiegsregelung gab es nicht.

## Saisonverlauf
HB Tórshavn verlor direkt das erste Spiel zu Hause mit 0:3 gegen KÍ Klaksvík, konnte sich jedoch am dritten Spieltag im Derby gegen B36 Tórshavn mit 3:2 durchsetzen und die Tabellenführung erobern, KÍ trat zu seinem Spiel gegen VB Vágur nicht an und verlor somit am grünen Tisch. Nach einem 1:0-Auswärtssieg gegen KÍ und einen Sieg am grünen Tisch gegen VB zog B36 aufgrund der besseren Tordifferenz an HB vorbei und konnte die Führung ausbauen, da HB im Auswärtsspiel gegen TB Tvøroyri mit 1:2 verlor, während B36 auswärts mit 4:2 gegen VB Vágur gewinnen konnte. Die Entscheidung um die Meisterschaft fiel am vorletzten Spieltag, als HB Tórshavn auswärts mit 0:2 gegen KÍ Klaksvík unterlag und somit den Rückstand nicht mehr aufholen konnte.

## Abschlusstabelle
| Pl. | Verein          | Sp. | S | U | N | Tore    | Quote | Punkte |
| --- | --------------- | --- | - | - | - | ------- | ----- | ------ |
| 1.  | B36 Tórshavn    | 8   | 5 | 2 | 1 | 017:600 | 2,83  | 12:40  |
| 2.  | HB Tórshavn     | 8   | 4 | 1 | 3 | 018:130 | 1,38  | 09:70  |
| 3.  | KÍ Klaksvík (M) | 8   | 4 | 1 | 3 | 018:150 | 1,20  | 09:70  |
| 4.  | TB Tvøroyri (P) | 8   | 3 | 0 | 5 | 020:240 | 0,83  | 06:10  |
| 5.  | VB Vágur        | 8   | 2 | 0 | 6 | 017:320 | 0,53  | 04:12  |

Platzierungskriterien: 1. Punkte – 2. Torquotient
| (M) | Meister 1958     |
| (P) | Pokalsieger 1958 |

## Spiele und Ergebnisse
|              | B36 | HB  | KÍ     | TB  | VB     |
| ------------ | --- | --- | ------ | --- | ------ |
| B36 Tórshavn |     | 2:3 | 1:1    | 4:0 | 0-:- 1 |
| HB Tórshavn  | 0:0 |     | 0:3    | 4:3 | 8:1    |
| KÍ Klaksvík  | 0:1 | 2:0 |        | 5:2 | 3:1    |
| TB Tvøroyri  | 0:1 | 2:1 | 4:2    |     | 7:1    |
| VB Vágur     | 2:4 | 0:2 | 0-:- 2 | 6:2 |        |

## Spielstätten
| Mannschaft   | Stadion        | Spielort |
| ------------ | -------------- | -------- |
| B36 Tórshavn | Gundadalur     | Tórshavn |
| HB Tórshavn  | Gundadalur     | Tórshavn |
| KÍ Klaksvík  | Við Djúpumýrar | Klaksvík |
| TB Tvøroyri  | Sevmýri        | Tvøroyri |
| VB Vágur     | Á Eiðinum      | Vágur    |

## Nationaler Pokal
Im Landespokal gewann HB Tórshavn mit 1:0 gegen Meister B36 Tórshavn.